# بيل كوكس (لاعب كرة قدم أمريكية)
بيل كوكس (بالإنجليزية: Bill Cox)‏ هو لاعب كرة قدم أمريكية أمريكي، ولد في 9 مايو 1929 في ماونت إيري في الولايات المتحدة، وتوفي في 14 مايو 2017.